# ぼくの国、パパの国
『ぼくの国、パパの国』（East Is East）は1999年制作のイギリス映画。1971年のマンチェスター近郊を舞台に、パキスタン人の父親とイギリス人の母親、その子供たちからなる家族を描いたコメディ。アユブ・ハーン＝ディンの戯曲を基にしており、ハーン＝ディン自身が脚本を手がけている。

### キャスト
- オム・プリ：ジョージ（父）
- リンダ・バセット：エラ（母）
- イアン・アスピナル：ナジル
- ラジ・ジェームズ：アブドゥル
- ジミ・ミストリー：タリク
- エミル・マルヴァ：マニーア
- クリス・ビソン：サリーム
- アーチー・パンジャビ：ミーナ
- ジョーダン・ルートリッジ：サジ
- レズリー・ニコル：アニー
- ジョン・バートン：ムーアハウス
- ゲイリー・デイマー：アーネスト
- エマ・ライドル：ステラ
- マダーヴ・シャルマ：シャー
- リーナ・ディングラ：シャー夫人
- クリス・ドザニー：ポパ・ハーリド
- ルース・ジョーンズ：ペギー

### 日本語吹き替え[1]
- ジョージ：辻親八
- エラ：藤生聖子
- ナジル：長嶝高士
- アブドゥル：大水忠相
- タリク：奥田啓人
- マニーア：斉藤瑞樹
- サリーム：小野塚貴志
- ミーナ：落合るみ
- サジ：渡辺悠
- アニー：磯辺万沙子
- ムーアハウス：水野龍司
- アーネスト：進藤一宏
- ステラ：松本美和
- シャー：緒方愛香
- シャー夫人：森うたう
- ポパ・ハーリド：峰恵研
- ペギー：梅田貴公美
- その他キャスト：丸山純路／後藤邑子／隈本吉成

吹替翻訳:日笠千晶、吹替演出:市来満 (ニュージャパンフィルム)、製作:山内拓哉 (キングレコード)

## ストーリー
サルフォードに住むジョージ・カーンはパキスタン人。アイルランド系イギリス人でカトリックの妻エラとは25年連れ添っている。二人の間には6人の息子と1人の娘がいる。長男のナジルが、ジョージが決めた見合い結婚を土壇場で破棄してしまい、父親と仲たがいするようになる。